# 新兴街
新兴街，位于中国广东省汕头市澄海区东里镇新兴街村，现为澄海区文物保护单位，类型为古建筑，公布时间为2000年7月24日。
新兴街的历史年代为清代。